# Jovens em Canção
Jovens em Canção é um álbum do gênero católico lançado no Brasil pela Canção Nova, em parceria com a Conferência Nacional dos Bispos do Brasil, para ser a versão em português brasileiro dos hinos de várias edições da Jornada Mundial da Juventude, além de algumas outras canções que marcaram o evento, mesmo não sendo seu hino. Faz parte do movimento Bote Fé, que acompanhou toda a peregrinação da Cruz peregrina e do ícone mariano.

## Capa
Consiste na imagem de cinco jovens dançando e tocando instrumentos musicais próximos à uma cruz, representando a importância da ação da juventude católica nos dias atuais, sem deixar de ser jovem.

## Faixas
| Faixas do álbum Jovens em Canção |                               |          |                               |
| \| Nº \| Nome da faixa \| Edição \| Nome na versão original \| \| -- \| -------------------------------- \| -------- \| ----------------------------- \| \| 1 \| Permanece Conosco \| JMJ 1986 \| Resta qui con Noi \| \| 2 \| Venimus Adorare Eum \| JMJ 2005 \| Venimus Adorare Eum \| \| 3 \| Receba a Força \| JMJ 2008 \| Receive the Power \| \| 4 \| Somos um Corpo \| JMJ 1993 \| We Are One Body \| \| 5 \| Jesus Christ, You Are My Life[3] \| JMJ 2000 \| Jesus Christ, You Are My Life \| \| 6 \| Luz do Mundo \| JMJ 2002 \| Lumière du Monde \| \| 7 \| Emmanuel \| JMJ 2000 \| Emmanuel \| \| 8 \| Um Novo Sol \| JMJ 1987 \| Un Nuevo Sol \| \| 9 \| Proclamarei ao Mundo o Amor \| JMJ 1995 \| Tell the World of His Love \| \| 10 \| Jovens do Mundo Novo \| JMJ 1989 \| Somos los Jóvenes del 2000 \| \| 11 \| Abba, Pai! \| JMJ 1991 \| Abba Ojcze \| \| 12 \| Ide ao Mundo[3] \| JMJ 2013 \| \| \| 13 \| Novo Amanhã[3] \| JMJ 2013 \| \| 1. 2. 3. |                               |          |                               |
| Nº | Nome da faixa                 | Edição   | Nome na versão original       |
| 1 | Permanece Conosco             | JMJ 1986 | Resta qui con Noi             |
| 2 | Venimus Adorare Eum           | JMJ 2005 | Venimus Adorare Eum           |
| 3 | Receba a Força                | JMJ 2008 | Receive the Power             |
| 4 | Somos um Corpo                | JMJ 1993 | We Are One Body               |
| 5 | Jesus Christ, You Are My Life | JMJ 2000 | Jesus Christ, You Are My Life |
| 6 | Luz do Mundo                  | JMJ 2002 | Lumière du Monde              |
| 7 | Emmanuel                      | JMJ 2000 | Emmanuel                      |
| 8 | Um Novo Sol                   | JMJ 1987 | Un Nuevo Sol                  |
| 9 | Proclamarei ao Mundo o Amor   | JMJ 1995 | Tell the World of His Love    |
| 10 | Jovens do Mundo Novo          | JMJ 1989 | Somos los Jóvenes del 2000    |
| 11 | Abba, Pai!                    | JMJ 1991 | Abba Ojcze                    |
| 12 | Ide ao Mundo                  | JMJ 2013 |                               |
| 13 | Novo Amanhã                   | JMJ 2013 |                               |